# Zielonka (Wierzbinek)

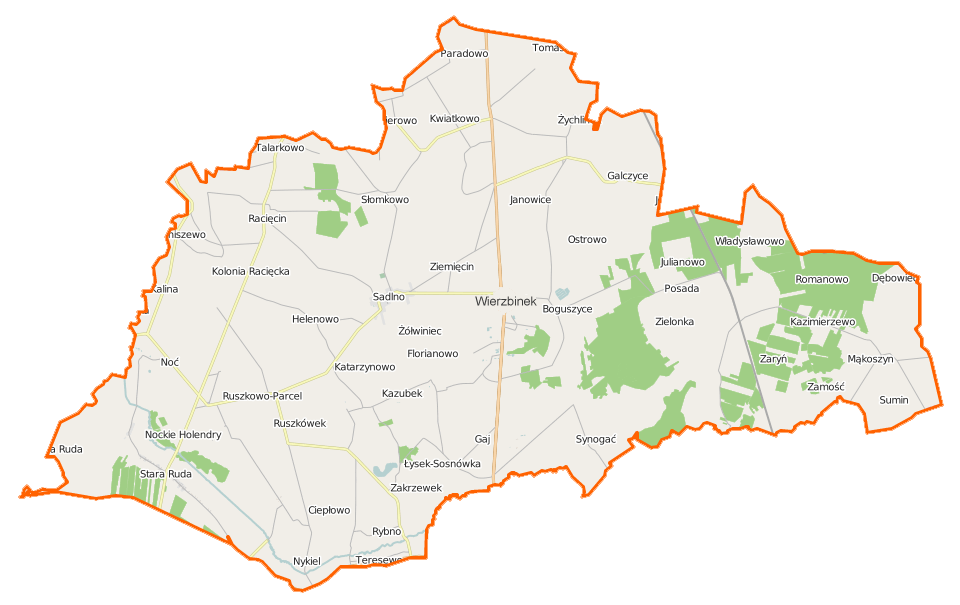
Zielonka liegt im östlichen Bereich der Gemeinde Wierzbinek

Zielonka ist ein Ortsteil der Landgemeinde Wierzbinek im Powiat Koniński in der Woiwodschaft Großpolen. Südlich fließt die Netze (polnisch Noteć),  der wichtigste Nebenfluss der Warthe. Nördlich verläuft die Grenze zur Woiwodschaft Kujawien-Pommern. In Zielonka ist ein verlassener evangelischer Friedhof aus der Mitte des 19. Jahrhunderts beschrieben. In seiner Nähe befindet sich eine archäologische Stätte mit frühmittelalterlichen Spuren der Siedlung. 2009 hatte es 70 Einwohner, darunter 34 Frauen und 36 Männer.

## Geschichte
In den Waldungen des Gutsbesitzers Karski hatten sich deutsche Rodebauern angesiedelt, die die Holländerdörfer Synogać, Deutsch-Gotzke, Przedworszyzna und Gałczyczki angelegt hatten. Gegründet wurde der Ort urkundlich durch deutsche Kolonisten 1784.
Der Ort trug in der Vergangenheit verschiedene Ortsnamen. Heute gehört er zur Landgemeinde Wierzbinek. Diese liegt bei Sompolno im Powiat Koniński der Wojewodschaft Großpolen in Polen. Ursprünglich hieß der Ort bzw. die Kolonie Deutsch Gotsche bzw. Deutsch Goczki. In der Literatur findet man auch den Namen Klemmer Holland dafür. Auf der Gilly-Karte 1802–1803 für Südpreußen wird der Ort als Königlich Gotzki ausgewiesen. Später trug er den Namen Goczki Niemieckie.
Der Ort ist nicht zu verwechseln mit dem Nachbarort Polnisch Goczki (in der Gilly-Karte als Adlich Goczki bezeichnet). Dieser heißt heute Goczki Polskie. Durch die deutschstämmigen Bewohner wurde der Ortsname nach dem ersten deutschen Kolonisten umbenannt: Die Siedlerfamilie hieß Grün, polnisch Zielon, dadurch entstand der Name Zielonka.